# Dalechampia ulmifolia
Dalechampia ulmifolia là một loài thực vật có hoa trong họ Đại kích. Loài này được Chodat & Hassl. mô tả khoa học đầu tiên năm 1905.